# 21642 Kominers
A 21642 Kominers (ideiglenes jelöléssel 1999 NH41) a Naprendszer kisbolygóövében található aszteroida. A LINEAR projekt keretében fedezték fel 1999. július 14-én.